# The Fatal Ring
The Fatal Ring er en amerikansk stumfilm fra 1917 af George B. Seitz.

## Medvirkende
- Pearl White som Violet Standish.
- Earle Foxe som Nicholas Knox
- Warner Oland som Richard Carslake.
- Ruby Hoffman.
- Henry G. Sell som Tom Carlton.